# واترتاون (ماساچوست)
واترتاون(به انگلیسی: Watertown) شهری در شهرستان میدلسکس ایالت ماساچوست و بخشی از کلان‌شهر بوستون می‌باشد که در سال ۱۶۳۰ بنیان‌گذاری شده‌است. این شهر در سرشماری سال ۲۰۱۰ میلادی، ۳۱٬۹۱۵ نفر جمعیت داشته‌است.